# Потерянный уикэнд (фильм)
«Потерянный уикэнд» (англ. The Lost Weekend) — американский чёрно-белый драматический художественный фильм 1945 года, снятый режиссёром Билли Уайлдером. Сценарий к фильму написан Чарльзом Брэкеттом и Билли Уайлдером на основе одноимённого романа, опубликованного американским писателем Чарльзом Джексоном в 1944 году. Обладатель Гран-при Каннского кинофестиваля, четырёх премий «Оскар», в том числе за лучший фильм. Первая картина, получившая главные награды Каннского кинофестиваля и Академии кинематографических искусств и наук. В 2011 году «Потерянный уикэнд» вошёл в Национальный реестр фильмов, обладая «культурным, историческим или эстетическим» значением.
Главные роли исполняют Рэй Милланд и Джейн Уайман. Фильм рассказывает о трагедии опустившегося алкоголика — писателя по имени Дон Бирнам (Милланд), подруга которого, Хелен и его брат Вик планируют уикэнд за городом в честь того, что Дон уже 10 дней не пьёт, но Дон остаётся в городе и опять начинает пить.

## Сюжет
В четверг нью-йоркский писатель-алкоголик Дон Бирнам собирает вещи в поездку за город, устроенную его братом Виком, чтобы «отпраздновать» 10 дней без алкоголя. Однако Дон не может отвязаться от той мысли, что за окном его комнаты на верёвке свисает припрятанная бутылка с алкоголем. Приходит подруга Дона — Хелен, чтобы попрощаться, и говорит, что у неё есть два билета на концерт. Дон предлагает ей и Вику взять более поздний поезд, чтобы те сходили на концерт. Когда они с неохотой соглашаются и собираются уйти, Вик находит бутылку. Он выливает её в раковину.
Дон отчаянно пытается найти в квартире заначку спиртного или каких-либо денег, но безрезультатно. Тут приходит горничная для уборки его квартиры, Дон предлагает ей прийти в понедельник. Женщина интересуется не оставил ли Вик ей зарплату на сегодня (обычно он прячет её в сахарнице), Дон лжёт ей, что денег нет, забирая их себе. После чего он отправляется в бар «У Нэта», прикупив при этом 2 бутылки дешёвого виски, чтобы взять их с собой на уикэнд. Дон намерен вернуться домой вовремя и уехать за город, но он все же опаздывает. Когда он приходит домой, он видит, что Вик уезжает один, а Хелен остаётся ждать Дона у подъезда. Дон пробирается мимо Хелен к себе домой, прячет одну бутылку в люстру, а вторую выпивает.
Пятница. Наутро Дон приходит в бар, чтобы опохмелиться. Нэт критикует Дона за плохое отношение к Хелен и удивлён тем, как такая порядочная женщина связалась с ним. Дон вспоминает, как они впервые встретились. Это было в оперном театре: в толпе гардеробщик перепутал их номерки. Во время оперы Дон испытывает сильное желание выпить и уходит с первого акта, однако в гардеробе ему выдают женское леопардовое пальто; Дону приходится ожидать его владелицу, так как в его собственном пальто лежала бутылка виски. Владелицей пальто оказывается Хелен — журналист из Time. Он не очень элегантно обменивается пальто и спешит уйти. Однако завязавшийся разговор создаёт симпатию между молодыми людьми. Хелен приглашает Дона на вечеринку, но тот отказывается. На выходе из оперы бутылка выпадает из пальто Дона и разбивается, тот соглашается пойти с Хелен на вечеринку. В течение полугода он остаётся трезвым. Приходит время встретиться с родителями Хелен на обеде в гостинице Манхэттен. Дон случайно становится свидетелем их разговора и узнаёт, что они переживают, что у него нет работы, и задаётся вопросом, достаточно ли он хорош для их дочери. Дон звонит Хелен из вестибюля и отменяет встречу. Он срывается и напивается у себя дома. Приходит Хелен, Вик пытается прикрыть брата, но Дон выходит и признаётся ей во всём. Он говорит, что его двое: «Дон-писатель», чей страх неудачи заставляет его выпивать, и «Дон-пьяница», который всегда должен быть спасён его братом. Тем не менее, Хелен не оставляет его, заканчивает свой рассказ Дон. Дон говорит Нэту, что бросит пить и напишет книгу о своей истории.
Придя домой, он печатает первый лист будущей книги: «Бутылка. Автор Дон Бирман. С любовью, Хелен». Больше ничего Дон придумать не может и отправляется в дорогой бар. Получив там счёт, он понимает, что ему не достаёт денег. Он решает вытащить их из сумочки сидящей рядом девушки. Пропажу обнаруживают, и Дона вышвыривают из бара. У себя дома Дон не может вспомнить, куда спрятал бутылку, и в поисках её устраивает разгром. Позже бутылка обнаруживается.
В субботу Дон страдает от похмелья и решает заложить свою пишущую машинку в ломбард. Обежав весь город, он видит, что все ломбарды закрыты из-за Йом-Киппура. В баре Нэта ему отказывают в обслуживании. В поисках денег Дон приходит к Глории — девушке неясной профессии, но симпатизирующей ему. Она обижена из-за того, что накануне Дон не пришёл на свидание, однако даёт ему деньги. Уходя, Дон падает с лестницы без сознания.
В воскресенье Дон просыпается в палате для алкоголиков, где «Бим» Нолан, медбрат, рассказывает о данном месте (называя его «Похмелье-Плаза», англ. Hangover Plaza) и его посетителях. «Бим» предлагает помощь, но Дон отказывается. «Бим» говорит, что Дон ещё вернётся, когда придут «зверьки» (объясняя, что во время белой горячки видятся только животные — жуки, мыши, белочки, птицы, и пр.). Ночью одному из пациентов видятся жуки, и персонал спешит ему на помощь, а Дону удаётся сбежать.
В понедельник, испытывая тяжёлое похмелье, Дон крадёт бутылку виски из магазина, напиваясь дома. Ему видятся мышь, пробивающая через стену и летучая мышь, нападающая на полёвку, съедая её. На крики Дона прибегает Хелен (соседка снизу вызывает её по телефону). Хелен говорит, что не бросит Дона, и проводит ночь на диване.
Во вторник утром Дон выскользнул из квартиры и заложил леопардовое пальто Хелен — то, что свело их вместе. Она находит его в ломбарде, думая, что он продал пальто, чтобы купить алкоголь, но узнаёт от продавца, что он заложил пальто за пистолет, который он заложил раньше. Она бежит в квартиру Дона и пытается перехватить его, прежде чем Дон застрелится. Она напоминает Дону о своей любви и о том, что он должен перестать пить. Дон говорит, что ему поможет только чудо. В это время приходит Нэт, чтобы вернуть его пишущую машинку. Хелен говорит, что прошлая попытка написать роман не удалась, так как Дон не знал финала, а теперь знает. Дон наконец обязывается написать свой роман «Бутылка» о проведённых выходных. Он бросает сигарету в стакан виски, что делает его непригодным для питья, как доказательство того, что Дон излечен.

## В ролях
| Актёр           | Роль               |
| --------------- | ------------------ |
| Рэй Милланд     | Дон Бирнам         |
| Джейн Уайман    | Хелен Сент-Джеймс  |
| Филлип Терри    | Вик Бирнам         |
| Ховард Да Силва | Нэт                |
| Дорис Даулинг   | Глория             |
| Фрэнк Фэйлен    | Бим Нолан          |
| Мэри Янг        | миссис Деверидж    |
| Лиллиан Фонтейн | миссис Сент-Джеймс |
| Фрэнк Орт       | гардеробщик        |

## Производство
Уайлдер был первоначально привлечён к этому материалу после работы с Раймондом Чандлером в сценарии для Двойной страховки. В то время Чандлер был выздоравливающим алкоголиком. Стресс и бурные отношения с Уайлдером во время сотрудничества заставили его снова начать пить. Уайлдер сделал фильм, отчасти, пытаясь объяснить Чандлера самому себе.
Билли Уайлдер первоначально хотел видеть Хосе Феррера в роли Дона, но тот отказался. Для роли Хелен была приглашена Оливия де Хэвилленд, но она была вовлечена в судебный процесс, который не позволял ей быть в любом фильме в то время. Упоминалось, что Кэтрин Хепбёрн и Джейн Артур также пробовались на эту роль.
Большая часть фильма была снята в студии Paramount в Голливуде, однако Уайлдер настаивал на том, чтобы снимать часть фильма в Нью-Йорке, чтобы создать отличное чувство реализма. 1 октября 1944 года Уайлдер и его небольшая команда начали сниматься в Нью-Йорке, главным образом вдоль Третьей авеню на Верхнем Ист-Сайде. Чтобы ещё больше создать реалистичную атмосферу, Уайлдер и его команда использовали скрытые камеры, разместив их за коробками или в задней части грузовиков и снимая Милланда, когда он поднимался по 3-й авеню среди реальных пешеходов, которые не знали, что снимался фильм. Производство также имело беспрецедентное разрешение снимать в больнице Bellevue в алкогольной палате, просьба, которая будет отказана для будущих фильмов.
В фильм также использовался известный приём когда «персонаж, идущий по направлению к камере, сопровождаемый неоновыми знаками мимо».
Фильм значительно отличается от книги, исключив отмеченные в романе гомосексуальные обертоны, а именно сильный намёк на то, что Дон Бирнам (как и автор книги, Чарльз Джексон) является скрытым гомосексуалистом.

## В культуре
Название картины упоминается в фильме «Большое похмелье» (1950, с Элизабет Тейлор и Ваном Джонсоном в главных ролях): герой Джонсона страдает от непереносимости алкоголя и во время «терапии» ему предлагают выпить, он соглашается, но при этом говорит, что «чувствует себя, как тот парень из „Потерянного уикэнда“».

## Награды и номинации
- 1945 — премия за лучшую мужскую роль (Рэй Милланд), а также попадание в десятку лучших фильмов года по версии Национального совета кинокритиков США.
- 1946 — Гран-при и приз за лучшую мужскую роль (Рэй Милланд) на Каннском кинофестивале.
- 1946 — 4 премии «Оскар»: лучший фильм, лучший актёр (Рэй Милланд), лучший режиссёр (Билли Уайлдер), лучший сценарий (Билли Уайлдер, Чарльз Брэкетт). Кроме того, лента получила три номинации: лучший оператор (Джон Ф. Зейтц), лучшая музыка (Миклош Рожа), лучший монтаж (Доан Харрисон).
- 1946 — 3 премии «Золотой глобус»: лучший фильм, лучший режиссёр (Билли Уайлдер), лучший актёр (Рэй Милланд).